# Instituto Colombiano de Normas Técnicas y Certificación

Logo

Das Instituto Colombiano de Normas Técnicas y Certificación (ICONTEC) ist eine private, gemeinnützige kolumbianische Organisation für technische Normen und Zertifizierung. Das Institut hat seinen Sitz an der Carrera 37 Nr. 52-95 in Bogotá.
ICONTEC wurde 1963 gegründet, um technische Normen zur Steigerung der Wettbewerbsfähigkeit der kolumbianischen Industrie zu entwickeln. 1964 erhielt es die staatliche Anerkennung als Beratungsorgan für Normung. Es veröffentlichte 1965 die erste nationale technische Norm und schloss sich internationalen Normungsorganisationen wie ISO an.
ICONTEC erstellt technische Normen, zertifiziert Unternehmen und bietet Schulungen und Prüf- und Kalibrierungsdienste an. Die Organisation ist zertifizierte Stelle für Qualitätsmanagement in mehreren Ländern Lateinamerikas.